# Pessinetto
Pessinetto (piemontiul Psinèj vagy Psinaj; frankoprovanszálul Pisinài, franciául Pessinet) egy olasz község a Piemont régióban, Torino megyében.

## Látnivalók
A község területén, a  Bastia-hegy csúcsán emelkedik a Szent Ignác kegyhely, zarándokhely, amelyet 1629-ben kezdtek el építeni Loyolai Szent Ignác jelenésének emlékezetére, valamint hálaként a farkasoktól és a pestistől való szabadulásért.